# ...ka Bebenem
...ka Bebenem (fl. XVIII-XVII secolo a.C.) è stato un sovrano egizio, inserito nella XIV dinastia, si conosce solo tale parte del suo nome.

## Biografia
Questo sovrano, come molti altri della stessa dinastia, è conosciuto solamente attraverso il Canone Reale.
Nel testo il cartiglio è seguito dal nome di origine semitica
| D58 | D58 | n · Z2 | m | D54 |

b b n m - Bebenem
Il nome di questo sovrano l'ultimo leggibile, seppure parzialmente, nella colonna 9 del Canone Reale. La successiva riga (9.31), ritenuta l'ultima della colonna, è andata perduta.

## Liste Reali
| HASH | D28 | Z1 | G7 |

| HASH | D28 | Z1 | G7 |

| HASH | D28 | Z1 | G7 |

| HASH | D28 | Z1 | G7 |

| HASH | D28 | Z1 | G7 |

| HASH | D28 | Z1 | G7 |

| HASH | D28 | Z1 | G7 |

| HASH | D28 | Z1 | G7 |

## Cronologia
| Periodo                    | Dinastia | periodo di regno                            |
| Secondo periodo intermedio | XIV      | tra il 1720 a.C. e il 1630 a.C. (± 50 anni) |

| predecessore: ...ka Nebnanati | Signore del Basso e dell'Alto Egitto | successore (non diretto) : I... |

| Dinastie contemporanee | Capitale |
| XIII                   | Ity Tawy |